# Marianne Irniger
Marianne Irniger (* 26. Oktober 1966) ist eine ehemalige Schweizer Skilangläuferin.

## Werdegang
Irniger, die für den SC Urnäsch startete, trat national erstmals in der Saison 1982/83 in Erscheinung. Dabei wurde sie bei den Schweizer Meisterschaften 1983 Neunte über 10 km. Im folgenden Jahr errang sie bei den Schweizer Meisterschaften über 5 km und 10 km ebenfalls den neunten Platz und belegte beim SSV-Cup in Feutersoey den zweiten Platz über 7,5 km. Bei den Junioren-Skiweltmeisterschaften 1984 in Trondheim errang sie den 31. Platz über 10 km und den zehnten Rang mit der Staffel. Nach Platz fünf über 5 km beim internationalen Langlauf in St. Moritz zu Beginn der Saison 1984/85 errang sie bei den Schweizer Meisterschaften 1985 in Einsiedeln erneut den neunten Platz über 10 km und bei den Junioren-Skiweltmeisterschaften 1985 in Täsch den 40. Platz über 10 km. Zu Beginn der Saison 1985/86 siegte sie in Splügen über 10 km und errang in Engelberg den dritten Platz zusammen mit Rita Kramer im Teamrennen. Es folgten bei den Schweizer Meisterschaften 1986 in Trun die Bronzemedaille mit der Staffel und die Silbermedaille über 5 km. Bei den Junioren-Skiweltmeisterschaften 1986 in Lake Placid errang sie den 20. Platz über 5 km und den fünften Platz mit der Staffel. In der Saison 1986/87 wurde sie beim Zermatter Nachtlanglauf Zweite zusammen mit Elisabeth Glanzmann im Team und gewann bei den Schweizer Meisterschaften 1987 in Blonay Bronze mit der Staffel. Zudem errang sie dort den siebten Platz über 10 km klassisch und den vierten Platz über 5 km klassisch. Im Januar 1987 erreichte sie in Calgary mit dem dritten Platz mit der Staffel ihre einzige Podestplatzierung im Weltcup. Beim Saisonhöhepunkt, den nordischen Skiweltmeisterschaften 1987 in Oberstdorf, belegte sie den 18. Platz über 5 km klassisch und zusammen mit Karin Thomas, Christine Brügger und Evi Kratzer den achten Platz in der Staffel.
Im folgenden Jahr wurde Irniger bei den Schweizer Meisterschaften in Sparenmoos Siebte über 5 km klassisch, Sechste über 20 km Freistil und Fünfte über 10 km klassisch und lief bei den Olympischen Winterspielen im folgenden Monat in Calgary auf den 43. Platz über 10 km klassisch, auf den 35. Rang über 5 km klassisch und auf den 30. Platz über 20 km Freistil. Nach Platz zwei über 7,5 km Freistil in Maloja zu Beginn der Saison 1988/89 holte sie in Klingenthal mit dem siebten Platz über 30 km Freistil ihre ersten und einzigen Weltcuppunkte. Dies war zugleich ihre beste Einzelplatzierung im Weltcup. Bei den Schweizer Meisterschaften 1989 gewann sie Bronze über 20 km Freistil und jeweils Silber über 5 km klassisch, 10 km klassisch und mit der Staffel. Beim Saisonhöhepunkt, den nordischen Skiweltmeisterschaften 1989 in Lahti, kam sie auf den 33. Platz über 10 km klassisch, auf den 24. Rang über 30 km Freistil und auf den 22. Platz über 10 km Freistil. Zudem errang sie dort zusammen mit Sylvia Honegger, Myrtha Fässler und Evi Kratzer den siebten Platz in der Staffel. In der Saison 1989/90 siegte sie in Maloja über 7,5 km Freistil und holte bei den Schweizer Meisterschaften 1990 im Kombinationsrennen aus Einzelrennen und Verfolgungsrennen und mit der Staffel ihre ersten Meistertitel. Zudem wurde sie dort jeweils Zweite über 15 km klassisch und 30 km Freistil. Im folgenden Jahr wurde sie bei den Schweizer Meisterschaften in Kandersteg Schweizer Meisterin über 5 km klassisch und mit der Staffel und errang zudem jeweils den zweiten Platz über 15 km klassisch und in der Verfolgung. Bei den nordischen Skiweltmeisterschaften 1991 im Val di Fiemme belegte sie den 39. Platz über 10 km Freistil, den 32. Platz über 30 km Freistil und den 27. Platz über 15 km klassisch. Zudem wurde sie dort zusammen mit Barbara Mettler, Elvira Knecht und Sylvia Honegger Zehnte in der Staffel. Nach einer Knieverletzung fiel sie in der Saison 1991/92 aus und beendete daraufhin ihre Karriere.
Ihre Tochter Flurina Volken ist als Biathletin aktiv.

## Teilnahmen an Weltmeisterschaften und Olympischen Winterspielen

### Olympische Winterspiele
- 1988 Calgary: 30. Platz 20 km Freistil, 35. Platz 5 km klassisch, 43. Platz 10 km klassisch

### Nordische Skiweltmeisterschaften
- 1987 Oberstdorf: 8. Platz Staffel, 18. Platz 5 km klassisch
- 1989 Lahti: 7. Platz Staffel, 22. Platz 10 km Freistil, 24. Platz 30 km Freistil, 33. Platz 10 km klassisch
- 1991 Val di Fiemme: 10. Platz Staffel, 27. Platz 15 km klassisch, 32. Platz 30 km Freistil, 39. Platz 10 km Freistil